# Service météorologique national hellénique
Le Service météorologique national hellénique (SMNH) (grec moderne : Εθνική Μετεωρολογική Υπηρεσία (ΕΜΥ)) est une agence gouvernementale chargée de faire des prévisions et des observations météorologiques pour la Grèce. Le SMNH a été fondée en 1931 sous l'égide du ministère de l'Aviation et sa mission était de couvrir tous les besoins météorologiques et climatologiques du pays. Il est basé à l'ancien aéroport international d'Athènes à Ellinikó sous les auspices de l'armée de l'air hellénique. Il est donc composé à la fois de personnel militaire et civil.

## Description
Parmi les principaux objectifs du SMNH se trouve la prévision météorologique. Il fournit également des informations précieuses sur la météo et le climat, les services de l'État, les transports, l'agriculture, le sport, etc. Il emploie environ 565 personnes, dans son bâtiment principal à Elliniko et dans des bureaux répartis dans toute la Grèce. Les météorologues de classe "A" sont des officiers de l'Académie de l'armée de l'air hellénique et des civils des universités formés en météorologie, physique, mathématiques et informatique. Du personnel militaire et civil d'autres spécialités (administratif, financier, technique, observation météorologique) complètent le service.
Le SMNH coopère avec les services météorologiques nationaux d'autres pays en échange d'observations météorologiques, de données satellitaires, d'informations des radars météorologiques, etc.. Il fait partie d'EUMETNET , d'EUMETSAT et de l'Organisation météorologique mondiale (OMM).

## Histoire
Le Service est créé en 1931 et relève du ministère de l'Aviation nouvellement créé. Il est transféré au ministère de la Défense nationale en 1974 et dépend directement du ministre en 1995 avec l'aide de l'état-major des forces aériennes.
En 1935, le SMNH devient membre de l'Organisation météorologique internationale et en 1949 de l'Organisation météorologique mondiale qui lui succède. Dans les années 1950 et 1960, il augmente et met a jour son réseau de stations météorologiques de surface et de radiosondage. Il y a création de centres de prévision météorologique et modernisation des télécommunications.
À partir des années 1970, l'informatisation, la construction de radars météorologiques, de nouveaux systèmes de télécommunication et la réception de données satellitaires voient le jour. En même temps, le Service devient membre du Centre européen pour les prévisions météorologiques à moyen terme (CEPMMT) et de l'Organisation européenne pour les migrations.
Au cours des années 1990, le SMNH met en œuvre la réorganisation progressive des structures opérationnelles du Service, la coopération avec les organismes nationaux, l'installation du système informatique principal, le développement et l'exploitation de modèles numériques, la mise à niveau et l'extension de le système d'assistance météorologique. Elle étend ses collaborations internationales au sein des organisations internationales ECOMET, EUMETNET, etc.

## Organisation

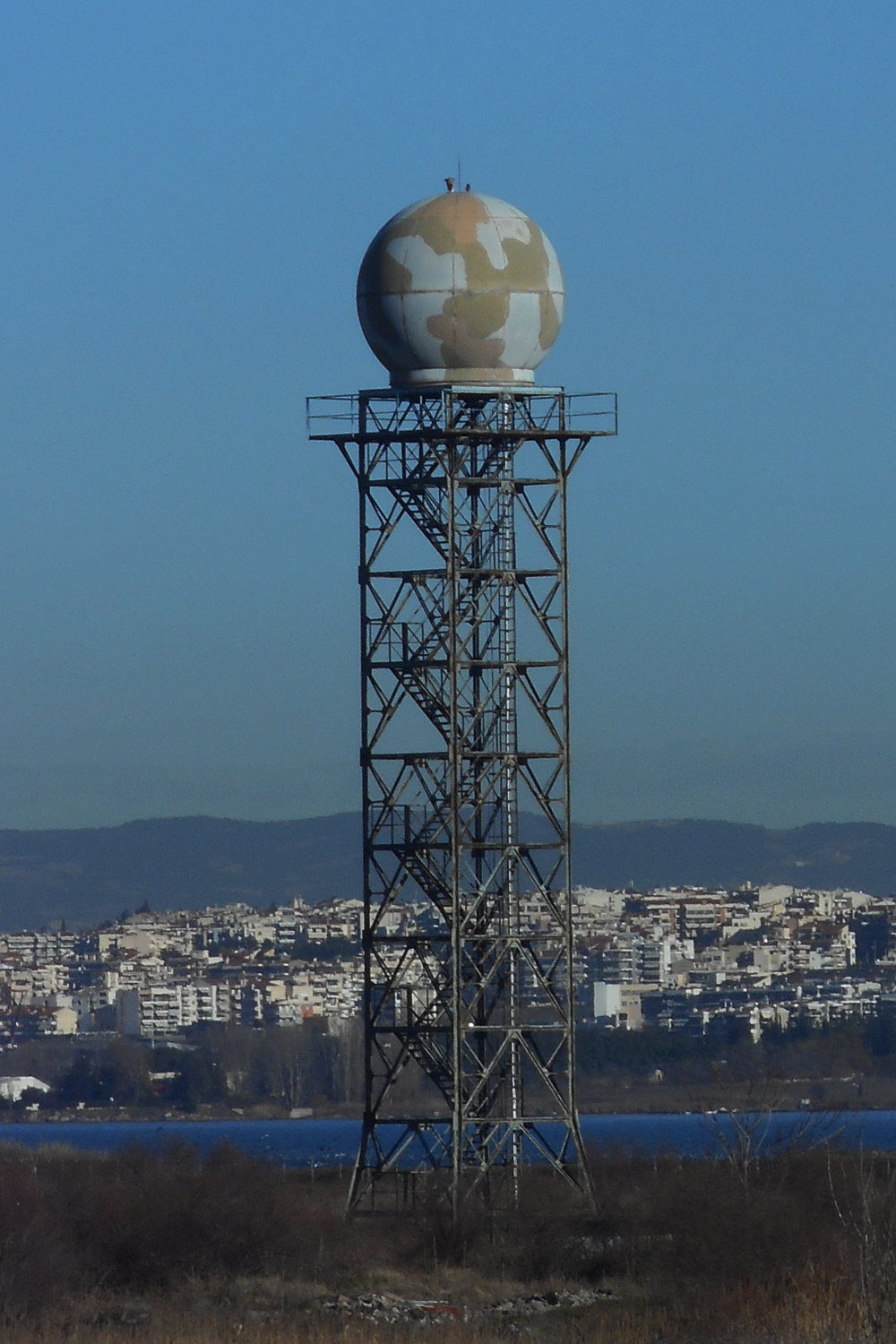
Radar météo de Thessalonique.

Le Service météorologique est dirigé par un officier supérieur de l'Armée de l'air spécialisé en météorologie, en vol ou en ingénierie. Le commandant adjoint est un fonctionnaire de l'université de météorologie. En plus du Service central, l'agence dispose également :
- De 2 centres météorologiques régionaux à Larissa et Thessalonique ;
- De bureaux météorologiques qui sont dans les escadrons pour soutenir les vols de l'armée de l'air ;
- De bureaux météorologiques dans les aéroports et les ports pour le soutien de l'aviation civile et de la navigation ;
- De radars météorologiques qui sont installés à Thessalonique, Larissa, Andravída, Ymittos et à la base de Souda ;
- De 110 stations météorologiques qui sont dispersées sur tout le territoire.